# PSR B1257+12 A
PSR B1257+12 A (بالإنجليزية: PSR B1257+12 A)‏ الذي يرمز له بالرمز PSR B1257+12A، هو كوكب خارج المجموعة الشمسية، وكوكب أرضي، وكوكب نباض، يقع على بعد 980 سنة ضوئية من الأرض، في كوكبة العذراء، يتبع بي أس أر بي1257+12.

## الاكتشاف
اكتشف في 22 أبريل 1994.